# 卡本
卡本（英語：Carbon）是美國懷俄明州卡本縣一個非建制地區，位於梅迪辛博西南偏西約9.5英里（15.3），當地的卡本公墓（Carbon Cemetery）是其中一個國家史蹟名錄。